# Кульйок
Кульйок (кильд. саам. Кӯлльёгк) — река в России, на Кольском полуострове, протекает по территории Ловозерского района Мурманской области. Длина реки составляет 50 км, площадь водосборного бассейна 287 км².
Начинается на южном склоне горы Юмперуайв. Течёт сначала на юг по залесенным холмам, потом — на юго-восток по заболоченной долине. Ширина реки в среднем течении — 12 м, глубина — 1,2 м. Устье реки находится в 8,4 км по правому берегу реки Сахарная.

## Притоки
- Плешивая[3], впадает справа
- В 33 км от устья, по правому берегу реки впадает река Туорвыд[4].
- В 38 км от устья, по левому берегу реки впадает река Белый Бычок[3][4].

## Данные водного реестра
По данным государственного водного реестра России относится к Баренцево-Беломорскому бассейновому округу, водохозяйственный участок реки — река Поной. Речной бассейн реки — бассейны рек Кольского полуострова и Карелии, впадает в Белое море.
Код объекта в государственном водном реестре — 02020000112101000005803.